# Diamanten (Lied)
Diamanten ist ein Lied des deutschen Rappers Kontra K. Das Stück erschien am 17. Februar 2017 als erste Singleauskopplung seines sechsten Studioalbums Gute Nacht, welches am 28. April 2017 erschienen ist.

## Entstehung
Seine letzte Veröffentlichung war das Album Labyrinth, das Platz eins der deutschen Album-Charts und ebenfalls hohe Chart-Platzierungen in Österreich und in der Schweiz erreichte. Am 16. Februar 2017 – einen Tag vor der geplanten Veröffentlichung – gab der Rapper bekannt, dass sein neues Album Gute Nacht am 28. April 2017 erscheinen soll.
Die Musik ist größtenteils elektronisch konzipiert und setzt sich laut Beobachtern von seinen bisherigen Alben Aus dem Schatten ins Licht und Labyrinth ab.

## Veröffentlichung
Die Single wurde am 17. Februar 2017 veröffentlicht. In dem dazugehörigen Musikvideo ist Kontra K in der russischen Stadt Astrachan und in Dubai. Regie führte der Filmemacher Shaho Casado.
Das Lied erreichte Platz 28 der von GfK Entertainment ermittelten deutschen Singlecharts.

## Rezeption
Nastassja Lotz vom Hip-Hop-Blog rap.de schreibt, der „Kontrast aus dem Video passe zum Inhalt“. Sie geht besonders auf die Intention ein und ergänzt: „Es gebe immer einen Weg, der einen zu dazu führen kann, andere sehen zu lassen, dass in jedem ein Diamant steckt.“
Aus der Sicht des Redakteurs Johann Voigt von dem Hip-Hop-Magazin Juice ist es „eine neue Motivationshymne“. Die „Scratches verschwimmen […] unter elektronischer Catchyness und thematisieren die Diamanten unter tausend Tonnen Dreck.“